# Fresnes-en-Saulnois
Fresnes-en-Saulnois település Franciaországban, Moselle megyében. Lakosainak száma 197 fő (2022. január 1.). Fresnes-en-Saulnois Amelécourt, Chambrey, Château-Salins, Grémecey, Jallaucourt, Laneuveville-en-Saulnois és Oriocourt községekkel határos.

## Népesség
A település népességének változása:
| Lakosok száma | 200  | 172  | 175  | 172  | 181  | 181  | 183  | 190  | 193  | 197  |
|               | 1968 | 1982 | 1990 | 2006 | 2013 | 2015 | 2017 | 2019 | 2020 | 2022 |